# Allart van Everdingen
Allaert van Everdingen (18 Junho 1621 - 8 Novembro 1675), foi um pintor do Século de Ouro dos Países Baixos, que também trabalhou com gravura em água-forte e mezzotinta.
Van Everdingen nasceu em Alkmaar, filho de um funcionário público. Ele e seus irmãos mais velhos, os pintores Jan e Caesar van Everdingen, de acordo com Arnold Houbraken, foram ensinados por Roelandt Savery em Utrecht. Allaert mudou-se em 1645 para Haarlem, onde estudou com Pieter de Molijn. Em fevereiro daquele ano, casou-se com Janneke Cornelisdr. Seu primeiro filho, Cornelis, nasceu um ano depois.  Allart finalmente se estabeleceu por volta de 1657 em Amsterdã, onde morreu em 1675.
Em 1644, Everdingen viajou para a Noruega e a Suécia, uma viagem que teria consequências profundas em sua arte. De acordo com seu biógrafo Arnold Houbraken, sua visita à Noruega não estava programada, mas ocorreu quando seu navio, a caminho do Mar Báltico, enfrentou uma forte tempestade e atracou para se abrigar. À maneira de Frans Post, Everdingen aproveitou esse contratempo para fazer esboços da paisagem norueguesa, que teria parecido muito exótica para seus compatriotas holandeses. Seus desenhos anotados documentam visitas à costa sudeste da Noruega e a Bohusland e à área de Gotemburgo, no oeste da Suécia. Esses esboços, que mais tarde ele pintou em seu estúdio, tornaram-se muito populares e, embora agora escassos, exibem um modo de execução amplo e abrangente, diferindo apenas ligeiramente daquele transmitido no início do século XVII de Jan van Goyen a Salomon van Ruysdael. Ele retornou à Holanda em 21 de fevereiro de 1645, quando se casou com Janneke Cornelisdr Brouwers em Haarlem. Morreu em Amsterdam. 